# Heinrich Rudolf Hertz
Heinrich Rudolf Hertz (Hamburgo, Confederación Germánica, 22 de febrero de 1857-Bonn, Imperio alemán, 1 de enero de 1894) fue un físico alemán que descubrió el efecto fotoeléctrico, la propagación de las ondas electromagnéticas y las formas para producirlas y detectarlas. La unidad de medida de la frecuencia, el hercio («Hertz», en la mayoría de los idiomas), lleva ese nombre en su honor. 

## Infancia y juventud
Pertenecía a una familia de origen judío que se había convertido al cristianismo en 1838. Su padre era consejero en la ciudad de Hamburgo. Ya en su infancia demostró tener unas capacidades fuera de lo común, pues se sabe que leía a los clásicos en versión original (Platón y tragedias griegas). También leía árabe, y su madre presumía de que siempre era el primero de la clase. No obstante, a pesar de su demostrada capacidad para los estudios, era también muy aficionado a las actividades prácticas, como la carpintería y el torno, donde también destacaba por su habilidad. Una anécdota refiere cómo un artesano que le estaba enseñando a usar el torno exclamó, al enterarse de su nominación a la cátedra: «¡Una lástima, porque este chico habría llegado a ser un buen tornero!».

## Carrera
Este gusto por las cuestiones prácticas influyó en su posterior decisión de dedicarse a la ingeniería en Dresde, Alemania. Su pasión, reconocida por él mismo, era la física, así que se desplazó hasta Berlín para estudiarla con Gustav Kirchhoff y con otros. Con una tesis acerca de la rotación de esferas en un campo magnético, obtuvo su doctorado en 1880, a los 23 años, y continuó como alumno de Hermann von Helmholtz hasta 1883, cuando lo nombraron profesor de física teórica en la Universidad de Kiel. En 1885, se trasladó a la Universidad de Karlsruhe, donde descubrió la forma de producir y detectar ondas electromagnéticas, las que veinte años antes habían sido predichas por James Clerk Maxwell.
A partir del experimento de Albert Abraham Michelson en 1881 (precursor del experimento de Michelson y Morley, en 1887), con el que se refutó la existencia del éter, Hertz reformuló las ecuaciones de Maxwell para tomar en cuenta el nuevo descubrimiento. Demostró experimentalmente que las ondas electromagnéticas pueden viajar a través del aire libre y del vacío, como habían predicho James Clerk Maxwell y Michael Faraday, construyendo él mismo en su laboratorio un emisor y un receptor de ondas. Para el emisor, usó un oscilador, y para el receptor, un resonador. De la misma forma, calculó la velocidad de desplazamiento de las ondas en el aire y se acercó mucho al valor establecido por Maxwell, de 300 000 km/s. Se centró en consideraciones teóricas y dejó a otros las aplicaciones prácticas de sus descubrimientos. Guglielmo Marconi usó un artículo de Hertz para construir un emisor de radio, así como Aleksandr Stepánovich Popov hizo lo propio con su cohesor, aparato que adaptó mediante los descubrimientos de Hertz, para el registro de tormentas eléctricas.[cita requerida]
También descubrió el efecto fotoeléctrico (explicado más adelante por Albert Einstein) cuando notó que un objeto cargado pierde su carga más fácilmente al ser iluminado por la luz ultravioleta.[cita requerida]

## Muerte
Su brillante carrera quedó truncada. Hacia 1889 comenzó a tener graves problemas de salud y, aunque no interfirieron con su trabajo, finalmente murió de granulomatosis de Wegener, a los 36 años, en Bonn (Alemania). Su sobrino Gustav Ludwig Hertz fue ganador del Premio Nobel, y el hijo de Gustav, Carl Hellmuth Hertz, inventó la ultrasonografía médica.[cita requerida]

## El hertz o hercio (Hz)
Las telecomunicaciones deben su existencia a este científico y es por ello por lo que, como homenaje, la comunidad científica dio su nombre a la unidad de frecuencia (el hertz o hercio), Hz, decisión que en 1930 tomó la Comisión Electrotécnica Internacional.

## Reconocimientos
- El cráter lunar Hertz lleva este nombre en su honor.
- Así mismo, el asteroide (16761) Hertz conmemora su nombre.

## Obras
- Ueber die Induction in rotirenden Kugeln (en alemán). Berlin: Schade. 1880.
- Die Prinzipien der Mechanik in neuem Zusammenhange dargestellt (en alemán). Leipzig: Johann Ambrosius Barth. 1894.
- Schriften vermischten Inhalts (en alemán). Leipzig: Johann Ambrosius Barth. 1895.

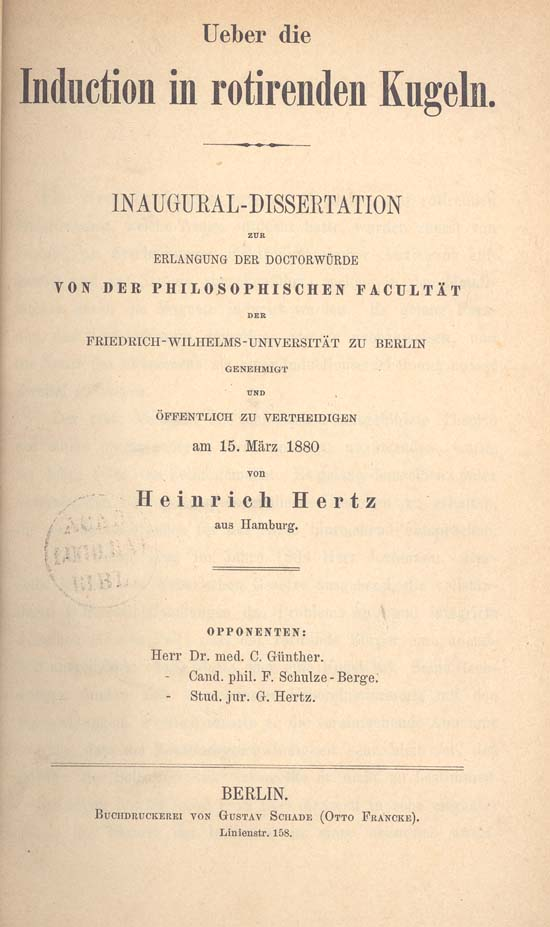
Ueber die Induction in rotirenden Kugeln, 1880
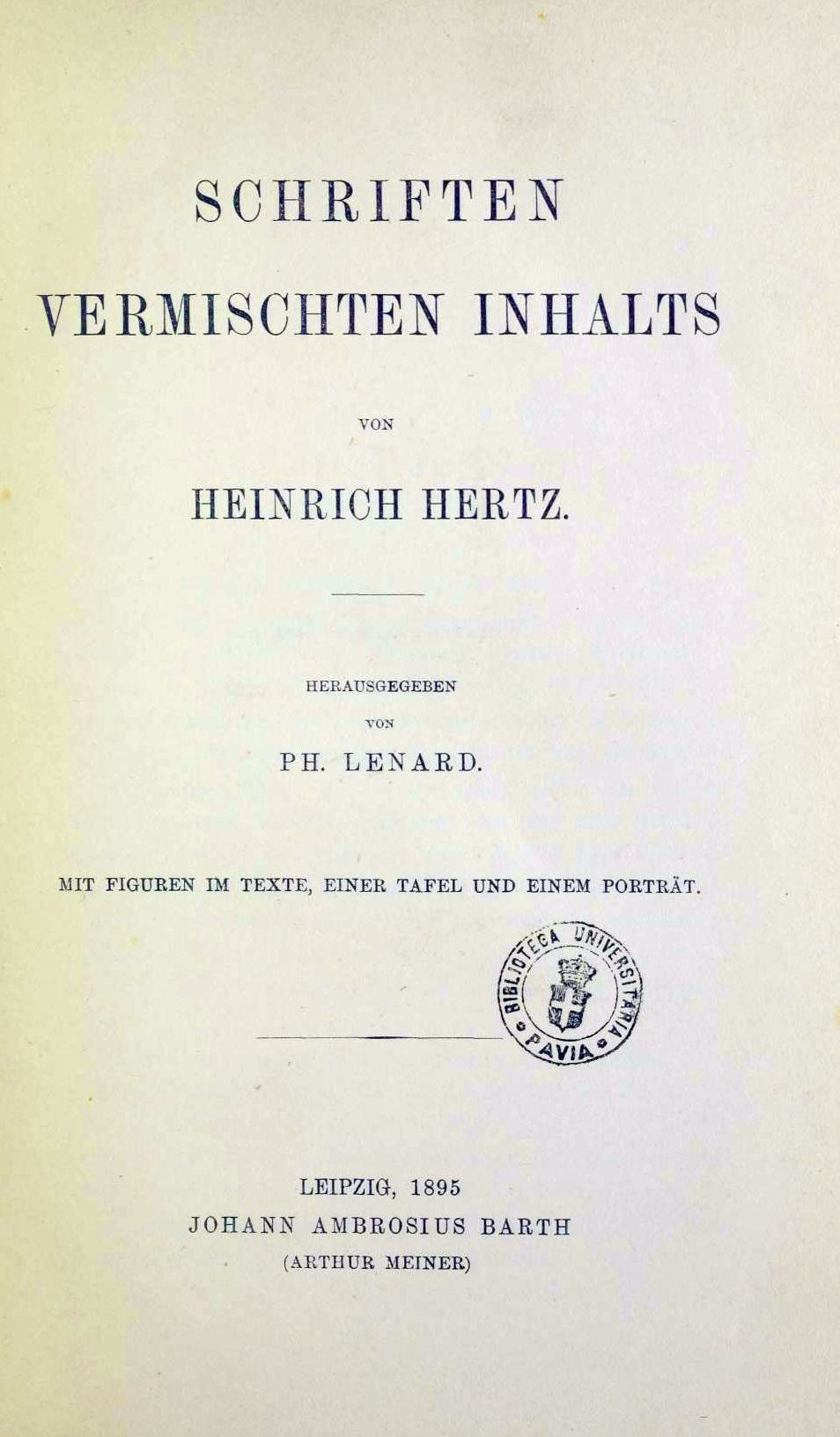
Schriften vermischten Inhalts, 1895